# 維戈爾廷根
47°35′51″N 9°01′53″E / 47.59760620000001°N 9.0313547°E

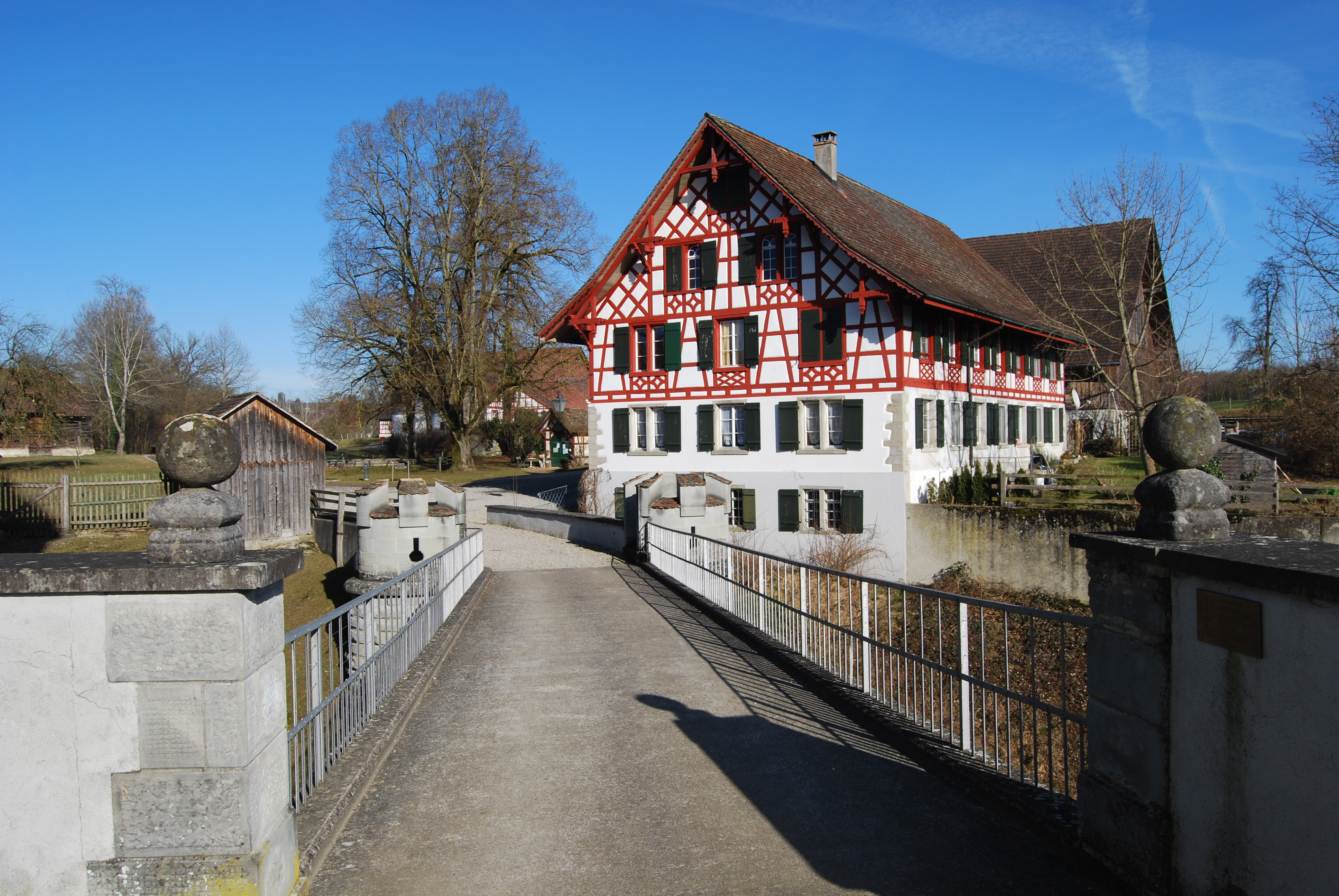

維戈爾廷根是瑞士的城鎮，位於該國東北部，由圖爾高州負責管轄，面積17.15平方公里，海拔高度431米，2012年人口2,243，六成人口信奉基督教，人口密度每平方公里131人。